# 上野佳也
上野 佳也（うえの よしや、1930年12月25日- ）は、日本の考古学者、東京大学名誉教授。

## 略歴
東京出身。東京大学文学部考古学科卒、同大学院博士課程満期退学。69年「日本における円筒系縄文土器文化の研究」で文学博士。1974年金沢大学文理学部教授となり、その後東大文学部助教授、教授、91年定年退官、名誉教授、大正大学教授を務め、2001年退職した。先史考古学。

## 著書
- 『縄文人のこころ』日本書籍 1983
- 『こころの考古学 猿人からの心性の進化』海鳴社 1985
- 『日本先史時代の精神文化』学生社 1985
- 『縄文コミュニケーション 縄文人の情報の流れ』海鳴社 1986

## 論文
- <上野佳也